# 约翰·麦克
约翰·麦克（英語：John L. Mack）美国音频工程师。他曾因电影兴登堡遇难记提名奥斯卡最佳音响效果奖。

## 部分影视作品
- 兴登堡遇难记（英语：The Hindenburg (film)） (1975)[1]